# 戸田峰
戸田峰（とだみね）は、富山県富山市にある山。標高は1227.0m。北日本新聞社「越中百山」および「新越中百山」の一つ。

## 特徴
神通川水系野積川と久婦須川の間にある山。北方に視界を遮る高山がなく平野部からも山容が見える。
山名の由来は、八尾町史によると高い山を意味するトトミネ（魚峰）からの変化、もしくは周囲に川がトートーと流れるからとされている。
積雪期の山頂は西側以外は視界を遮るものがなく立山連峰や鍬崎山、東笠山周辺の山々が見える。

## 植生
戸田峰付近は富山藩が水持林として伐採を禁止した地域で、広い山頂部にはブナの原生林が残されている。頂上付近の窪地は1500株以上のミズバショウ群生地。

## 地形
白木峰や金剛堂山と同様に準平原遺物と考えられている広い山頂台地を持つ。地質的にも白木峰のものと類似している。

## 登山
登山道はなく無雪期は沢沿いを詰めるか、小井波方面にある林道跡を辿り薮の中を取り付くしかない。残雪期は別荘川右岸、874.0mの大切谷三角点のある尾根から登るルートが比較的難易度が低い。